# Dötk
Dötk is een plaats (község) en gemeente in het Hongaarse comitaat Zala. Dötk telt 28 inwoners (2001).